# Joan Soler i Antich
Joan Soler i Antich (Palma, 1935 - Borriol, 2007) fou un dramaturg i dirigent veïnal.
L'any 1960 es va traslladar a Barcelona i es va establir a Sant Joan Despí. Autodidacta. Va col·laborar amb l'Agrupació Dramàtica de Barcelona. L'any 1964 va guanyar el premi de teatre Josep Maria de Sagarra amb Aquí no ha passat res, i el 1968 l'Ignasi Iglesias dels Jocs Florals de la Llengua Catalana en l'exili amb Els commoguts.
Va fundar la primera associació de veïns de Sant Joan Despí i poc després, al final de 1968, va ingressar en el Partit Socialista d'Unificació de Catalunya (PSUC). Autor de nombroses obres teatrals, només va arribar a conèixer l'estrena d'Aquí no ha passat res en sessió única i privada per l'Escola d'Art Dramàtic Adrià Gual l'any 1967.
És també l'autor d'una novel·la eròtica, Una generosa fuetada, publicada el 1993 per Editorial Pòrtic dins la col·lecció La Piga.